# Avenida Massachusetts (Washington D. C.)

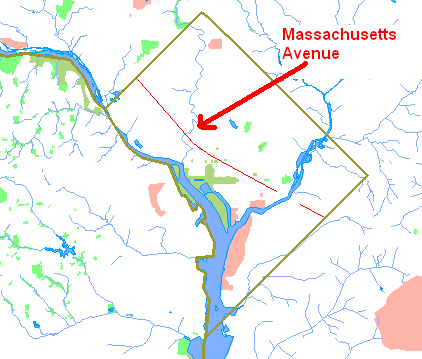
Mapa de trazado de la avenida Massachusetts.

La avenida Massachusetts, también conocida por sus nombres en inglés de Massachusetts Avenue o Mass. Ave. es una gran calle que atraviesa Washington D. C. de forma diagonal. Es la vía pública más larga de la capital, cruza 3 de los cuatro cuadrantes de la ciudad y ya aparecía en los planes iniciales de Pierre L'Enfant. En su camino, se cruza con todas las grandes calles que van de norte a sur en la capital y atraviesa numerosas atracciones de la ciudad. Es más, es por sí misma una atracción de Washington, considerada la separación entre el norte de la ciudad y el centro (el downtown estadounidense) así como la calle que contiene la Embassy Row.
La avenida Massachusetts está empatada con la avenida Pensilvania como la calle más ancha de la ciudad, con 48.8 metros (160 feet). Estas dos calles son de alguna forma como hermanas. Sus trazos son paralelos a lo largo de un buen trecho de la ciudad, teniendo la de Massachusetts a siete manzanas al norte de la de Pensilvania. La avenida Massachusetts fue durante mucho tiempo la calle residencia por excelencia, así como la Pensilvania fue la calle de los negocios. Las dos llevan el nombre de un estado norteamericano con papeles importantes durante la Guerra de Independencia de los Estados Unidos.

## Historia
El desarrollo residencial a lo largo de la avenida Massachusetts empezó a principios de la década de 1870, la mayoría alrededor de las plazas y rotondas al este de la calle 9ª del cuadrante noroeste. Las estructuras eran de ladrillo y piedra arenisca de color pardo rojizo que reflejaban los estilos Reina Anne, románico richarsonian, y el de los castillos franceses. Más tarde llegaron las mansiones de estilos georgianos y Beaux-Arts habitadas por las familias pudientes e influyentes de la capital. El trozo entre la rotonda Sheridan y la rotonda Scott se conocía como la Millionaires' Row o Fila de los Millonarios.
La Gran Depresión forzó a muchos a abandonar la avenida. Después de la Segunda Guerra Mundial, la avenida Massachusetts se veía como menos de moda que otras zonas nuevas como la zona alta de la calle 16. Muchas de las casas se vendieron y fueron demolidas para facilitar la construcción nuevos edificios de oficinas, especialmente alrededor de Dupont Circle y al este. Muchas otras, sin embargo, sobrevivieron como embajadas y sedes de sociedades. Así lo que antes era conocido como Millionaires' Row, ahora es Embassy Row (la Hilera de Embajadas).
Se han creado varios distritos históricos para conservar el carácter que aún queda de los antiguos barrios. El Distrito Histórico de la avenida Massachusetts agrupa todos los edificios que dan a la calle entre la calle 17 y la rotonda del observatorio.

## Trazado
La sección principal de la avenida Massachusetts empieza en la calle 19 del cuadrante sudeste, justo al oeste del antiguo Hospital General de D.C., al lado de la Cárcel de D.C. y a una manzana del Cementerio del Congreso. A una altura mayor que el hospital, la avenida tiene una espléndida vista del río Anacostia. La avenida se dirige al noroeste para cruzar la ciudad. En el Lincoln Park cruza al cuadrante noreste de Washington, entrando en el barrio de Capitol Hill. Converge con la rotonda Columbus cuando gira hacia la Union Station antes de cruzar al cuadrante noroeste.
Corta la carretera interestatal 395 en la calle H del cuadrante noroeste, y pasa por la Plaza Mount Vernon, sede del Museo de la Ciudad de Washington D. C., delante del Centro de Convenciones de Washington. La rotonda Thomas la cruza por un paso soterrado entre las calles 14 y M del cuadrante noroeste. Pasa la rotonda Scott entre las calles 16 y N, y en este punto es donde empieza la Embassy Row.
La avenida pasa por la rotonda Dupont antes de girar al norte hacia la rotonda Sheridan, circulando paralelamente al arroyo Rock hasta la Belmont Road. Más adelante gira hacia el Observatorio Naval de los Estados Unidos, que es la residencia oficial del vicepresidente de los Estados Unidos, y marca el límite sudoeste del barrio de Massachusetts Heights. La catedral Nacional de Washington se encuentra en la intersección con la avenida Wisconsin, que se considera el final de la Embassy Row.
En la rotonda Ward forma el límite entre barrio de American University Park y Spring Valley, pasando por el norte de la American University. Cruza la frontera entre Washington y el Condado de Montgomery (Maryland) en la rotonda Westmoreland. En Maryland continua con el nombre de Autopista Estatal 396, cruzando zonas residenciales de Bethesda hasta acabar en la carretera de Goldsboro.
Otra sección de la avenida de Massachusetss, pero que tiene un trazado más discontinuo, se encuentra al otro lado del río Anacostia. Esta sección de la calle va desde la calle 30 del cuadrante sudeste de Washington, hasta la avenida Southern, en el límite entre el Distrito de Columbia y el Condado de Prince George (Maryland).
En la avenida Massachusetss se encuentran algunas instituciones de importancia, entre las que están el Edificio de la Plaza Postal que alberga la Agencia de Estadística Laboral y el Museo Nacional Postal, la Fundación Heritage, el Centro de Derecho de la Universidad de Georgetown, el Centro Islámico de Washington, el Instituto Cato, la Escuela Paul H. Nitze de Estudios Internacionales Avanzados, la Institución Brookings, el Instituto Peterson, el Centro para el Desarrollo Global, la Catedral de San Nicolás, y el Fondo Carnegie para la Paz Internacional. Muchas embajadas y residencias de la avenida están inscritas en el Registro Nacional de Lugares Históricos y la Fundación Nacional para la Preservación Histórica tiene su sede en la avenida Massachusetts.